# Francesco Conti (cardenal)
Francesco Conti (Roma, c. 1470-ib, 1521) fue un eclesiástico italiano. 

## Biografía
Quinto de los diez hijos de los señores de Carpineto Jacopo Conti y Elisabetta Carafa della Stadera, pertenecía por parte de padre a la ilustre y antigua familia romana de los Conti, que diera a la iglesia destacados prelados: 
en el siglo XIII habían florecido los papas Inocencio III (1198), Gregorio IX (1227) y Alejandro IV (1254) y los cardenales Giovanni (1200) y Ottaviano (1205); su tío abuelo Lucido había sido creado cardenal por Juan XXIII en 1411, y su tío Giovanni lo sería en 1483 por Sixto IV, y tras ellos destacarían Carlo Conti (1604), Giannicolò Conti (1664), Bernardo Maria Conti (1721) e Inocencio XIII (1721).
Alejandro VI le nombró arzobispo de Conza en 1494, aunque ausente de la diócesis, la gobernó por medio de vicarios. 
León X le creó cardenal presbítero de San Vitale en el consistorio de 1517, en cuya dignidad se desempeñó como Camarlengo del Colegio Cardenalicio en 1520. Falleció al año siguiente dejando varios hijos naturales. 